# (1951) Лик
(1951) Лик (англ. Lick) — небольшой астероид, относящийся к группе астероидов пересекающих орбиту Марса. Он принадлежит к редкому спектральному классу A и характеризуется сильным наклоном орбиты к плоскости эклиптики. Астероид был открыт 26 июля 1949 года американским астрономом Карлом Виртаненом в Ликской обсерватории близ города Сан-Хосе и назван в честь американского филантропа и основателя Ликской обсерватории Джеймса Лика, в честь которого также назван Лик (лунный кратер).

Орбита астероида Лик и его положение в Солнечной системе
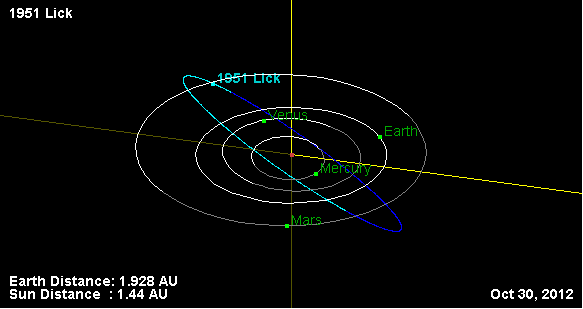
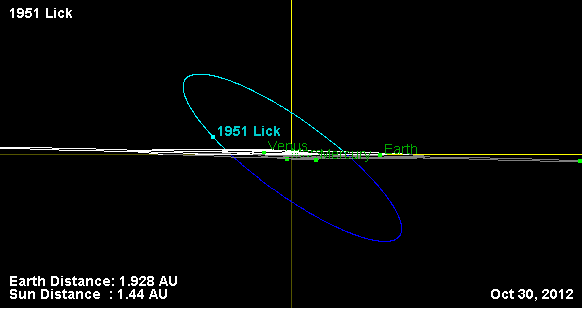
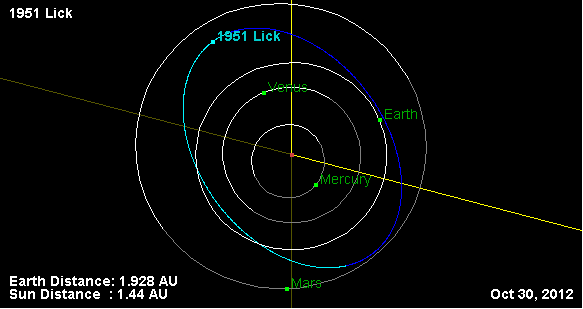